# حليب مكثف
| link = | هذه المقالة يمكن توسيعها اعتمادا على الترجمة في ويكيبيديا الإنجليزية. اضغط [هنا] للتعليمات. - تُعدُّ الترجمةُ الآليةُ من كوكل بمثابةِ نقطةِ انطلاقٍ مُفيدةٍ للترجمات، ولكن يَجبُ على المُترجمينَ مُراجعةُ الأخطاءِ الّتي قد تُصاحبُ الترجمةَ حسبَ الضرورة، والتأكيد على دقةِ الترجمة، بدلاً من مجردِ نسخِ النصِّ المُترجمِ آلياً إلى ويكيبيديا. - لا تُترجمِ النصَّ الذي يبدو غيرَ موثوقٍ أو مُنخفضَ الجودة. تَحقِّقْ من النص بالتأكدِ من المَراجعِ الواردةِ في المقالةِ باللغةِ الأجنبية «إذا كان ذلك مُمكناً». - يجب إضافة قالب {{صفحة مترجمة}} بعد الترجمة إلى صفحة نقاش المقالة لضمان الامتثال لحقوق النشر. - لمزيد من الإرشاد، انظر ويكيبيديا:ترجمة مقالات إلى العربية. |

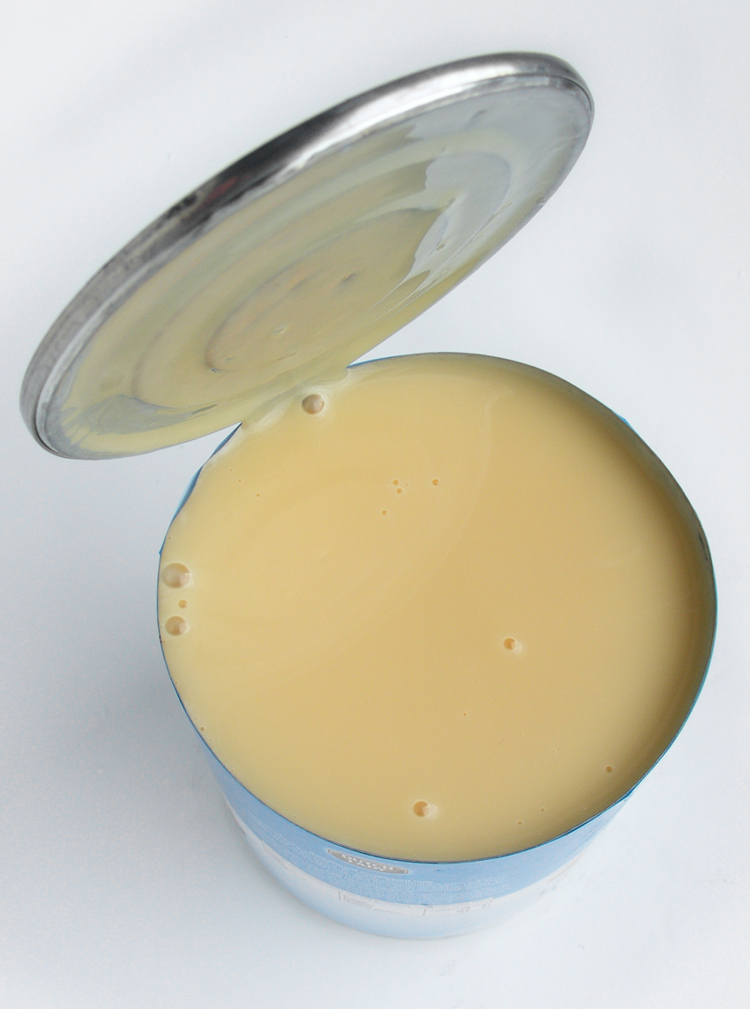
عبوّة حليب مُكثّف

حليب مكثف أو حليب مُجَرَّد (بالإنجليزية: Condensed milk)‏هو لبن بقري ينزع منه الماء لتزيد كثافته. يضاف إليه السكر أحياناً، ليصبح حليب مكثف مُحلى طويل الأجل. يخزن في علب حديدية ولا يحتاج للتبريد. يستخدم الحليب المكثف المحلى في صناعة الحلويات.

## الشركات المصنعة
- نستله

## استخدامات اللبن المكثف
يستخدم اللبن المكثف المحلي في إعداد العديد الحلويات والمشروبات، فيستخدم مثلا في إعداد القهوة المثلجة والحشو للحلويات الشرقية مثل صوابع زينب كما أن اللبن المكثف المحلي يستخدم مع العديد من الكيكات وبعض أنواع الكوكيز وحلويات أخرى.

## وصلات خارجية
- منتجات الحليب المكثف المحلى للحلويات